# Емілі Радд
Емілі Еллен Радд (англ. Emily Ellen Rudd; нар. 24 лютого 1993) — американська акторка. Відомі ролі — Сінді Берман у трилогії фільмів жахів Netflix «Вулиця страху» та Намі у телесеріалі «One Piece».

## Кар'єра
У 2018 році з'явилася в серії антології Amazon Романови і Електричні сни Філіпа К. Діка.
У 2021 році зіграла у фільмах «Вулиця страху, частина друга: 1978» та «Вулиця страху, частина третя: 1666» подвійну роль Сінді Берман та Ебігейл. У 2021 році отримала повторювану роль у «Мисливцях». У 2021 році знялася в романтичній комедійній науково-фантастичній стрічці «Місячний постріл».
У листопаді 2021 року було оголошено, що Радд виконуватиме роль Намі в екранізації манги «One Piece». У 2024 році Радд почала зніматися в аніме-адаптаціях, зігравши роль Марсіль Донато, тривожну ельфійського магічку, в англійському дублі «Підземелля смакоти».

## Фільмографія

### Фільми
| Рік  | Назва                              | Роль                   | Примітки  |
| ---- | ---------------------------------- | ---------------------- | --------- |
| 2021 | Вулиця страху, Частина перша: 1994 | Сінді Берман           | лише фото |
| 2021 | Вулиця страху. Частина друга: 1978 | Сінді Берман           |           |
| 2021 | Вулиця страху, частина третя: 1666 | Ебігейл / Сінді Берман |           |
| 2022 | Місячний постріл                   | Джінні                 |           |
| 2023 | Загадкове вбивство 2               | Лакі                   |           |
| 2023 | Лео                                | мама Семмі             | голос     |
| 2026 | В череві кита                      |                        |           |

### Телебачення
| Рік    | Назва                         | Роль            | Примітки                 |
| ------ | ----------------------------- | --------------- | ------------------------ |
| 2017   | Зміна моря                    | Міранда Мерчант | телефільм                |
| 2018   | Електричні сни Філіпа К. Діка | Кім             | Епізод: «Safe And Sound» |
| 2018   | Романови                      | Елла Гопкінс    | Епізод: «Очікування»     |
| 2020   | Династія                      | Гайді           | 4 епізоди                |
| 2023   | Мисливці                      | Клара           | 7 епізодів               |
| 2023 — | One Piece                     | Намі            | Головна роль             |
| 2024 — | Підземелля смакоти            | Марсіль Донато  | англійський дубляж       |

### Короткометражні фільми
| Рік  | Назва                                | Роль              | Примітки |
| ---- | ------------------------------------ | ----------------- | -------- |
| 2014 | Таємний Санта                        | дівчина           |          |
| 2014 | Пуста сторінка Джорджа Р. Р. Мартіна | Данерис Таргарієн |          |
| 2016 | Око за око: сеанс у VR               | Вероніка          |          |
| 2017 | Домашня мати                         | Міша              |          |
| 2018 | Тінь Гарпера                         | Тінь Гарпера      |          |
| 2018 | Моторошні ігри!                      | Емілі             |          |
| 2019 | Макс Динаміт                         | Керрі             |          |

### Музичні кліпи
| Рік  | Назва                | Виконавець                |
| ---- | -------------------- | ------------------------- |
| 2013 | «Three Headed Woman» | Boy & Bear                |
| 2014 | «We Came to Bang»    | 3LAU                      |
| 2015 | «Can't Deny My Love» | Brandon Flowers           |
| 2015 | «I Had This Thing»   | Röyksopp                  |
| 2015 | «Revelator Eyes»     | The Paper Kites           |
| 2015 | «Bun Up the Dance»   | Dillon Francis & Skrillex |
| 2016 | «Let Me Love You»    | DJ Snake                  |